# إيان ولستنهولم
إيان ولستنهولم (بالإنجليزية: Ian Wolstenholme)‏ هو لاعب كرة قدم ومدرب كرة قدم بريطاني في مركز حراسة المرمى، ولد في 12 يناير 1943 في برادفورد في المملكة المتحدة. لعب مع نادي شيفيلد ونادي يورك سيتي.